# Frégate

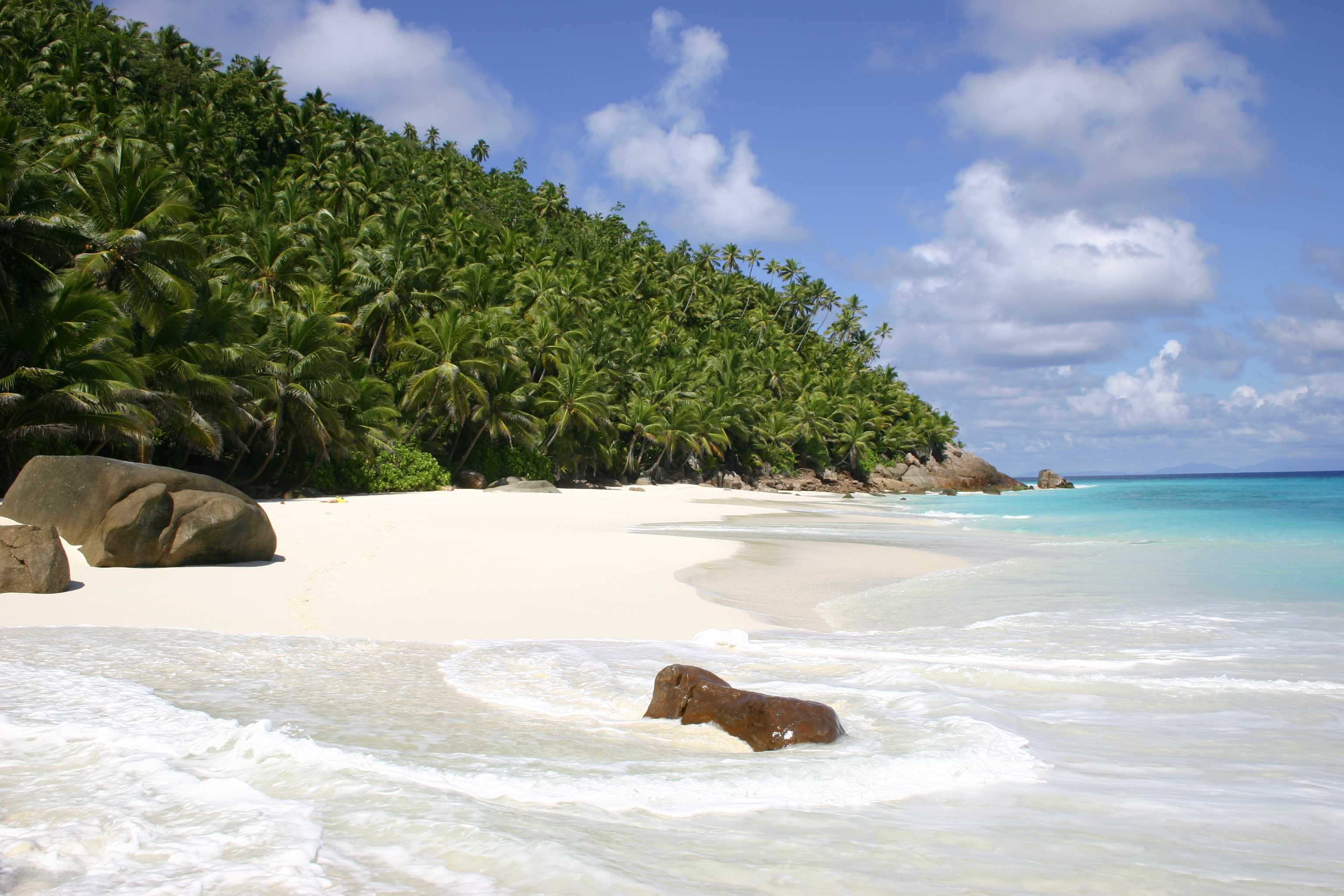
Anse Victorin, Frégate

Frégate è un'isola privata dell'Oceano Indiano che fa parte dell'arcipelago delle Seychelles, in particolare delle isole interne. Si trova a circa 50 km ad est di Mahé, l'isola più grande dell'arcipelago.
Nel 1744 l'esploratore francese Lazare Picault chiamò l'isola Fregate dopo aver incontrato un notelo numero di uccelli fregata. Negli anni '90, l'imprenditore tedesco Otto Happel, acquistò l'isola e nel 1998 aprì l'unico resort dell'isola.

## Geografia
Il punto più alto dell'isola è il Mont Signal che ha la sua vetta a 125 s.l.m. nell'area centrale dell'isola.
A nord dell'isola si possono trovare le spiagge di Anse Maquereau, Anse Bambous ed Anse Victorin che è stata votata come una delle spiegge più delle del mondo. Ad ovest si trova l'isola di La Cour e sulla costa sud-ovest la Grand Anse, la Petit Grande Anse e la piccola spiaggia Anse Felix. Sulla costa sud-est si trovano le spieggie di Anse Coup de Poing e Anse Parc.

## Ambiente
Dopo 200 anni di agricoltura intensiva, la squadra di conservazione della Fregate Island Private sta ripristinando la flora nativa dell'isola che era andata quasi totalmente distrutta. Circa l'80% del cibo consumato è prodotto direttamente sull'isola.
L’isola di Frégate ospita molte specie rare ed esotiche dalla Rothmannia annae, della famiglia delle Rubiaceae, tipica delle Seychelles ed in via di estinzione.
Il programma di conservazione ha salvato il pettirosso gazza delle Seychelles dall'estinzione: nel 1980 erano rimasti solamente 14 esemplari, nel 2016 la specie è invece cresciuta a 120 esemplari.
Le spiagge dell'isola vengono spesso utilizzate da due specie di tartarughe marine per depositare le uova: tartaruga embricata, in pericolo di estinzione, e la tartaruga verde. Oltre 2200 esemplari di tartaruga gigante di Aldabra girano libere sull'isola. Tipiche dell'isola anche il coleottero tenebrionide gigante dell'isola di Frégate ed alcune specie di millepiedi.

## Economia
È conosciuta principalmente per il resort di lusso gestito da Fregate Island Private, creato per finanziare il progetto di conservazione. L'isola può ospitare fino a 79 ospiti.
Dispone di 16 ville realizzate con materiali locali, due ristoranti, una spa, uno yatch club, una cappella cattolica ed un museo. Gli spostamenti sull'isola si effettuano in bicicletta, con un golf cart oppure a piedi.
Frégate dispone di un aeroporto: Frégate Island Airport (IATA: FRK, ICAO: FSSF).